# Vorwärts-Verlag

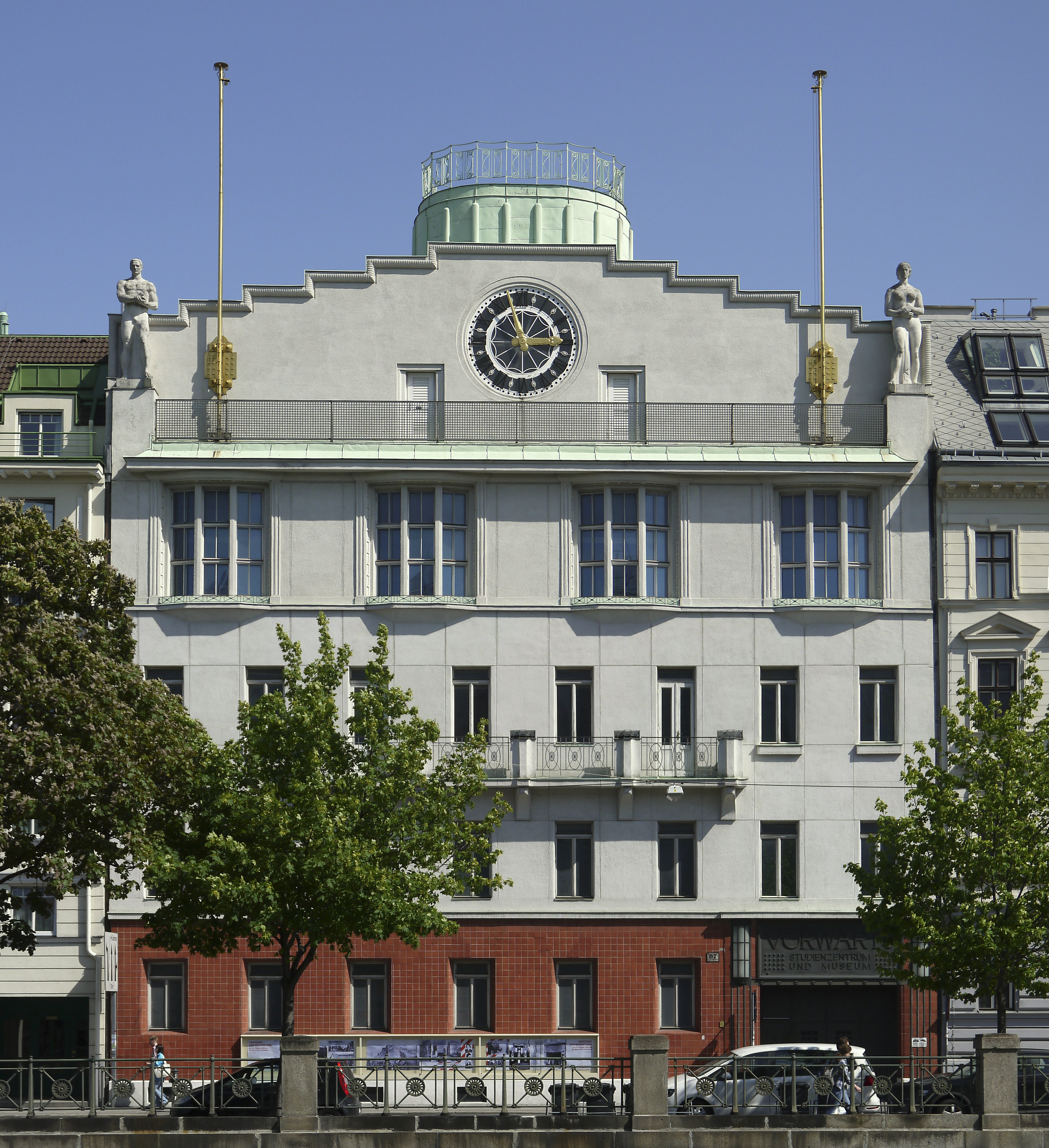
Der Vorwärts-Verlag war ab 1910 im Vorwärts-Gebäude in Wien untergebracht

Der Vorwärts-Verlag war bis 1988 Parteiverlag der österreichischen Sozialdemokratie, in dem vor allem das Parteiorgan Arbeiter-Zeitung herausgebracht wurde. Das bestehende, denkmalgeschützte, 1910 bezogene Verlagsgebäude im 5. Wiener Gemeindebezirk, Rechte Wienzeile 97, war außerdem bis zum Parteiverbot 1934 Zentrale der SDAPÖ sowie bis zu dessen Verbot 1933 Sitz des Republikanischen Schutzbundes. Heute sind hier der Verein für Geschichte der Arbeiterbewegung mit dem Archiv der österreichischen Arbeiterbewegung, die Stiftung Bruno-Kreisky-Archiv und das Johanna-Dohnal-Archiv untergebracht.

## Geschichte
Die 1889 gegründete, ab 1. Jänner 1895 als Tagblatt erscheinende Arbeiter-Zeitung wurde zunächst bei L. Bergmann gedruckt. Am 6. März 1900 wurde die ’’Druck- und Verlagsanstalt Vorwärts, M. Frisch & Co’’ ins Wiener Handelsregister eingetragen. Komplementär des Parteiverlages war der Druckereibesitzer und Verleger Moriz Frisch (1849–1913), als Kommanditisten traten mit je 4.000 Kronen Einlage Parteivorsitzender Victor Adler und Parteivorstandsmitglied Julius Popp in Erscheinung.
Redaktion, Verwaltung und Druckerei waren zunächst in den Zinshäusern 6., Mariahilfer Straße 89 und 89a, auf zehn Jahre eingemietet. Als die Partei aufgrund der Einführung des allgemeinen, gleichen Männerwahlrechts 1907 eine gesicherte parlamentarische Grundlage erhielt (sie wurde bei dieser Wahl zweitstärkste Fraktion im Abgeordnetenhaus des Reichsrats), wurde der Bau eines eigenen Redaktions- und Druckereigebäudes aktuell.
Das von 1907 bis 1910 errichtete Druckerei- und Verlagsgebäude an der Rechten Wienzeile 97 im 5. Bezirk (Vorwärts-Gebäude) wurde von den Architekten Hubert Gessner und Franz Gessner geplant und wurde am 20. Juli 1910 bezogen. Die Steinfiguren Arbeiter und Arbeiterin zu beiden Seiten der Uhr an der Fassade wurden 1910 von Anton Hanak geschaffen. Hans Mosers Geburtshaus musste dem Neubau weichen; eine Gedenktafel am Haus Nr. 93 erinnert daran.
Im Verlag wurden neben der Arbeiter-Zeitung unter anderem auch Das Kleine Blatt, die Wochenzeitung Die Frau und die illustrierte Zeitschrift Der Kuckuck produziert.
Vor 1914 besuchten unter anderen linke russische Exilanten wie Leo Trotzki oder Wladimir Iljitsch Lenin den (1918 verstorbenen) Parteivorsitzenden Victor Adler im Vorwärtsgebäude.
Das Vorwärts-Gebäude wurde bereits am 9. Februar 1934, zwei Tage vor Ausbruch des Februaraufstandes bzw. des Bürgerkrieges (die Benennung der Ereignisse ist von der politischen Einstellung abhängig), von der Polizei besetzt. Der Firmenname Vorwärts wurde 1934–1945 beibehalten, als die Sozialdemokratie von der Ständestaats- bzw. NS-Diktatur ausgeschaltet war. Nach dem Zweiten Weltkrieg richtete die als Rechtsnachfolger der SDAPÖ anerkannte SPÖ ihre Zentrale in der Löwelstraße im 1. Bezirk ein.
Im historischen Vorwärtsgebäude verblieben bis 1986 Redaktion und Druckerei der AZ, der Frau, der Monatszeitschrift Zukunft und anderer Periodika. Der Niedergang der Parteizeitungen belastete die AZ und ihren Verlag schwer; Parteivorsitzender Bruno Kreisky wies allerdings jeden Gedanken an Verkauf oder Liquidation zurück. Er wird mit dem Ausspruch zitiert: Ich will nicht im Geschichtsbuch lesen müssen: Vorwärts Verlag, gegründet von Victor Adler, verkauft von Bruno Kreisky.
Unter Kreiskys kurzzeitigem Nachfolger Fred Sinowatz wurde eine offensive Modernisierungsstrategie versucht, der schwer defizitäre Verlag (ÖVP-Abgeordneter Werner Amon sprach später von insgesamt 500 Millionen Schilling Verlust) übersiedelte 1986 in das neue Büro- und Druckereizentrum Viehmarktgasse 4 im 3. Bezirk.
Anstelle des größten Teils des Verlagsgebäudes und seiner veralteten Druckerei wurde das „Hotel Ananas“ errichtet. Die bilanziellen Auswirkungen dieser kurzzeitigen Offensivstrategie verstärkten aber noch die katastrophale Finanzlage und so musste der Vorwärts unter dem Nachfolger von Sinowatz, Franz Vranitzky, im Herbst 1988 letztlich doch um einen symbolischen Betrag zu 74 Prozent an die Mediaprint verkauft werden.
Im denkmalgeschützten Trakt finden sich bis heute die historischen Sitzungsräume des Parteivorstandes. Das Äußere kennzeichnet ein für Wien ungewöhnlicher Treppengiebel mit großer Uhr. Die U-Bahn-Station Pilgramgasse befindet sich vor dem Haus.